# 박원
박원(1984년 12월 11일 ~ )은 대한민국의 싱어송라이터 겸 프로듀서이다.
2008년 제19회 유재하음악경연대회 3관왕 (대상, 보컬상, 작사상) 수상자 박원은 2010년 그룹 원모어찬스를 통해 프로 뮤지션으로 정식 데뷔하며 마니아층 사이에서 큰 인기를 누렸다. (대표곡: 널 생각해)
2015년 11월에는 그만의 자유로우면서도 깊은 음악적 역량을 담아낸 박원 정규 1집 ‘Like A Wonder’를 발표하며 솔로 가수로서도 성공적인 시작을 알린 바 있다.
2016년에는 정규 2집 '1/24'를 발매하면서 가요시장에 완벽하게 적응했다는 평가를 받았다.
이후 2017년 박원은 미니앨범 '0M'(제로미터)를 통해 가요시장 음원차트 정상에 오르는 성과를 올리게 됐다.
또한 2017년 1월 열린 첫 단독 콘서트(블루스퀘어 삼성카드홀)가 양일 티켓 전석을 기록하였으며, 그해 9월 열린 두번째 단독 콘서트(올림픽 홀) 또한 전석 매진을 기록하며 대세를 입증한 바 있다.

## 학력
- 경기대학교 산업디자인학과 학사

## 경력
- 2008년 제19회 유재하음악경연대회 3관왕 (대상, 보컬상, 작사상)
- 2010년 5월~2015년 5월 그룹 '원모어찬스' 멤버
- 2015년 솔로 데뷔

## 음반

### 정규앨범
- 2015.11.12. Like A Wonder (정규 1집)
- 2016.11.17. 1/24 (정규 2집)

### 디지털 싱글
- 2016.10. 이번 주 아내가 바람을핍니다 OST
- 2017.02.28. 기다리지 말아요 Duet. 수지
- 2017.07.27. 0M (제로미터)

### 원모어찬스
- 2010.05. 시간을 거슬러' (디지털싱글)
- 2010.09. 원모어 찬스' (EP)
- 2011.05. 그대를 사랑하는' (디지털싱글)
- 2012.10. First Album' (정규 1집)
- 2014.06. one more chance 2ndmini (EP)
- 2015.03. 리얼 러브 송 (디지털싱글)

## 방송

### TV
- 2015.08.22 ~ 2015.10.21 《연쇄쇼핑가족》 (JTBC)

### 라디오
- 2012.01.31 ~ 2012.07.22 《세상을 여는 아침》 (MBC FM4U)
- 2016.02.29 ~ 2017.02.25 《음악이 흐르는 책방, 박원입니다》 (EBS FM)
- 2017.02.27 ~ 2018.08.25 《박원의 뮤직 원더랜드》 (EBS FM)
- 2018.12.17 ~ 2020.11.1 《키스 더 라디오》 (KBS 쿨FM)